# نزار الطويل
نزار الطويل مواليد 11 ديسمبر 1989 في تونس، هو لاعب كرة قدم تونسى .

## مسيرة اللاعب
زار هو ابن مدنين لحما ودما لعب في أولمبيك مدنين في صنفي الأداني والصاغر ثم تحوّل إلى النادي الإفريقي وعند بلوغه صنف الأكابر بدأ تجواله عبر عديد الأندية بداية بأولمبيك الكاف وأولمبيك سيدي بوزيد وقرمبالية واتحاد بنقردان ومستقبل قابس ثم عاد إلى أولمبيك مدنين ثم الأولمبي الباجي ثم عاد إلى أولمبيك مدنين ثم بن عروس و احترف في السعودية في نادي الشرق السعودي ونادي طويق ونادي ساجر.

## روابط خارجية
- نزار الطويل على موقع قاعدة بيانات كرة القدم.إي يو (الإنجليزية)
- نزار الطويل على موقع Soccerway.com (الإنجليزية)